# Paterna del Madera
Paterna del Madera község Spanyolországban, Albacete tartományban. Lakosainak száma 339 fő (2024).

## Földrajza
Paterna del Madera Alcaraz, Peñascosa, Bogarra és Molinicos községekkel határos.

## Népesség
A település lakosságának változását az alábbi diagram mutatja:
| Lakosok száma | 539  | 490  | 468  | 473  | 452  | 385  | 375  | 348  | 323  | 339  |
|               | 2001 | 2004 | 2006 | 2009 | 2011 | 2014 | 2016 | 2019 | 2021 | 2024 |